# Andrea Adolfati
Andrea Adolfati (né en 1721 à Venise et décédé le 28 octobre 1760 à Padoue) est un compositeur italien, connu notamment pour ses opera seria. Du point de vue des conventions et du style, ses compositions sont proches de celle de son professeur Baldassare Galuppi. Bien que ses compositions suivent le goût de l'époque, il compose au moins deux pièces utilisant des rythmes inusités à l'époque en 5/4 et 7/4.

## Biographie
Il étudie la composition à Venise avec le compositeur Galuppi puis devient, après la fin de ses études, maître de chapelle à l'église Santa Maria della Salute jusqu'en 1745, puis à la cour de Modène où il crée son divertimento de chambre La pace fra la virtù e la bellezza en 1746. À la même période, il compose des airs pour Lo starnuto di Ercole, une œuvre de Johann Adolph Hasse, qui est donnée au Teatro San Girolamo, un petit théâtre situé à proximité du Palazzo Labia en 1745 et pendant le carnaval de 1746.
En 1748, Adolfi devient maître de chapelle à la basilica della Santissima Annunziata del Vastato à Gênes puis le 30 mai 1760 à la cathédrale de Padoue où il succède à Giacomo Rampini, décédé trois jours plus tôt. Il conservera sa charge pendant une courte période, puisqu'il décède cinq mois plus tard.

## Œuvres

### Opéras

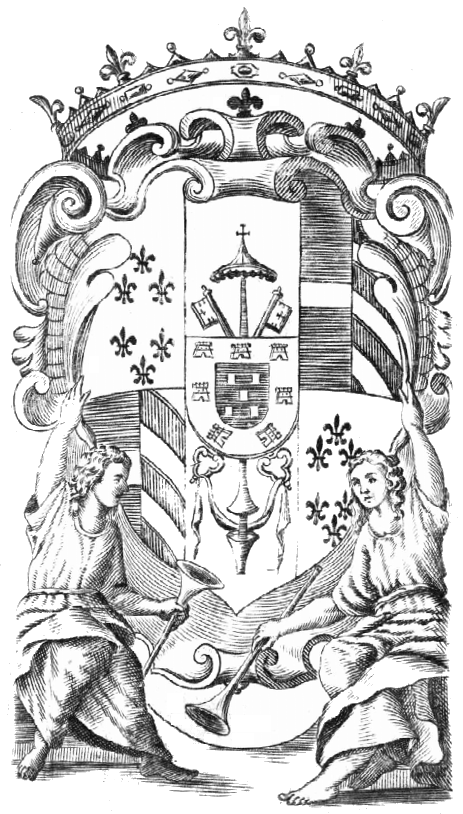
Livret de Didone abbandonata (1747)

- Artaserse, opera seria sur un livret de Pietro Metastasio, 1741, Vérone ; en collaboration avec Pietro Chiarini
- La pace fra la virtù e la bellezza, divertimento de chambre, livret de Liborati et Pietro Metastasio, 1746, Modène
- Didone abbandonata, drame sur un livret de Pietro Metastasio, 1747, Venise
- Il corsaro punito, drame giocoso, 1750, Pavie
- Arianna, drame sur un livret de Pietro Pariati, 1750, Gênes
- La gloria e il piacere, introduction pour une musique de bal, 1751, Gênes
- Adriano in Siria, drame sur un livret de Pietro Metastasio, 1751, Gênes
- Il giuoco dei matti, comédie musicale (commedia per musica), 1751, Gênes
- Ifigenia, drame musical, 1751, Gênes
- Ipermestra, drame sur un livret de Pietro Metastasio, 1752, Modène
- Vologeso, drame basé sur Lucio Vero de Apostolo Zeno, 1752, Gênes
- La clemenza di Tito, drame sur un livret de Pietro Metastasio, 1753, Vienne
- Sesostri re d'Egitto, drame sur un livret de Apostolo Zeno, 1755, Gênes

### Autres pièces
- Miserere, pour quatre voix et instruments
- Nisi Dominus, pour voix et basse continue
- Laudate, pour quatre voix
- In exitu, pour cinq voix et instruments
- Domine ne in furore, pour quatre voix et instruments
- Six cantates pour soprano et instruments
- Già la notte s'avvicina, sur un texte de Pietro Metastasio
- Filen, crudo Fileno
- Perdono amata Nice, sur un texte de Pietro Metastasio
- Ingratissimo Tirsi
- No, non turbarti, o Nice, sur un texte de Pietro Metastasio
- Six sonates pour deux violons, deux flûtes, 2 cors, basson et contrebasson
- Sinfonia, en fa majeur
- Ouverture, en ré majeur

## Sources
- R. Giazotto, La musica a Genova nella vita pubblica e privata dal XIII al XVIII secolo (Gênes, 1951)
- B. Brunelli, Pietro Metastasio: Tutte le opere, (Milan, 1951–4)
- K.G. Fellerer, Thematische Verzeichnisse der fürstbischöflichen Freisingischen Hofmusik von 1796, Festschrift Otto Erich Deutsch, p. 296-302 (Cassel, 1963)
- S. Pintacuda, Genova, Biblioteca dell'Istituto musicale Nicolò Paganini: catalogo (Milan, 1966)
- A. Zaggia, La fiera delle bagatelle: il teatro musicale per marionette di San Girolamo (Venezia, 1746–1748), Rassegna veneta di studi musicali, vol. II-III, p. 133-71 (1986–7)
- S. Mamy, La musique à Venise et l'imaginaire français des Lumières, p. 30–1, 175 (Paris, 1996)
- S. Hansell, C. Steffan, Andrea Adolfati in New Grove Dictionary of Music and Musicians

## Source de traduction
- (en) Cet article est partiellement ou en totalité issu de l’article de Wikipédia en anglais intitulé « Andrea Adolfati » (voir la liste des auteurs).